# Campionat del Món de surf de neu de 2011
La novena edició del Campionat del Món de surf de neu se celebrà a La Molina i Barcelona entre el 15 i el 23 de gener de 2011.
Totes les competicions es dugueren a terme a La Molina excepte la prova del Big Air, que es va realitzar al Palau Sant Jordi de Barcelona.

## Nacions participants
Un rècord de 370 participants de 44 nacions hi van competir. Canadà va ser qui va enviar més esportistes, amb 47.
| - Argentina - Austràlia - Àustria (40) - Bèlgica - Brasil - Bulgària - Canadà (47) - Xile - R.P. de la Xina - Croàcia - Txèquia | - Dinamarca - Estònia - Finlàndia - França (37) - Alemanya - Grècia - Japó - Itàlia (31) - Kirguizstan - Montenegro (1) - Nova Zelanda | - Països Baixos - Noruega - Romania - Rússia (39) - Eslovàquia - Eslovènia - Espanya - Suècia - Suïssa (45) - Regne Unit - Estats Units (34) |

## Resultats

### Esdeveniments masculins
| Event                    | Or              | Or            | Plata               | Plata        | Bronze             | Bronze             |
| Big air                  | Petja Piiroinen | 51.7          | Zachary Stone       | 48.9*        | Seppe Smits        | 48.9               |
| Migtub                   | Nathan Johnston | 26.8          | Iouri Podladtchikov | 26.2         | Markus Malin       | 24.3               |
| Slopestyle               | Seppe Smits     | 28.7          | Niklas Mattson      | 28.1         | Ville Paumola      | 26.2               |
| Snowboard cross          | Alex Pullin     | Alex Pullin   | Seth Wescott        | Seth Wescott | Nate Holland       | Nate Holland       |
| Eslàlom gegant paral·lel | Benjamin Karl   | Benjamin Karl | Rok Marguc          | Rok Marguc   | Roland Fischnaller | Roland Fischnaller |
| Eslàlom paral·lel        | Benjamin Karl   | Benjamin Karl | Simon Schoch        | Simon Schoch | Rok Marguc         | Rok Marguc         |

*  Guanyà la medalla de plata amb una segona puntuació més elevada.

### Esdeveniments femenins
| Event                    | Or                   | Or                   | Plata               | Plata               | Bronze            | Bronze            |
| Migtub                   | Holly Crawford       | 26.7                 | Ursina Haller       | 23.4                | Jiayu Liu         | 22.5              |
| Slopestyle               | Enni Rukajärvi       | 28.2                 | Sarka Pancochova    | 25.2                | Shelly Gotlieb    | 21.6              |
| Snowboard cross          | Lindsey Jacobellis   | Lindsey Jacobellis   | Nelly Moenne Loccoz | Nelly Moenne Loccoz | Dominique Maltais | Dominique Maltais |
| Eslàlom gegant paral·lel | Alena Zavarzina      | Alena Zavarzina      | Claudia Riegler     | Claudia Riegler     | Doris Günther     | Doris Günther     |
| Eslàlom paral·lel        | Hilde-Katrine Engeli | Hilde-Katrine Engeli | Nicolien Sauerbreij | Nicolien Sauerbreij | Claudia Riegler   | Claudia Riegler   |

## Medaller
Un total de 17 països van guanyar medalles en aquest Campionat del Món; la República Txeca i Nova Zelanda van aconseguir les seves primeres en un Mundial i Bèlgica va aconseguir la primera medalla d'or de la seva història.
| Posició | País            | Or | Plata | Bronze | Total |
| 1       | Austràlia       | 3  | 0     | 0      | 3     |
| 2       | Àustria         | 2  | 1     | 2      | 5     |
| 3       | Finlàndia       | 2  | 0     | 2      | 4     |
| 4       | Estats Units    | 1  | 1     | 1      | 3     |
| 5       | Bèlgica         | 1  | 0     | 1      | 2     |
| 6       | Rússia          | 1  | 0     | 0      | 1     |
| 6       | Noruega         | 1  | 0     | 0      | 1     |
| 8       | Suïssa          | 0  | 3     | 0      | 3     |
| 9       | Canadà          | 0  | 1     | 1      | 2     |
| 9       | Eslovènia       | 0  | 1     | 1      | 2     |
| 11      | França          | 0  | 1     | 0      | 1     |
| 11      | Txèquia         | 0  | 1     | 0      | 1     |
| 11      | Suècia          | 0  | 1     | 0      | 1     |
| 11      | Països Baixos   | 0  | 1     | 0      | 1     |
| 15      | R.P. de la Xina | 0  | 0     | 1      | 1     |
| 15      | Itàlia          | 0  | 0     | 1      | 1     |
| 15      | Nova Zelanda    | 0  | 0     | 1      | 1     |
|         | Total           | 11 | 11    | 11     | 33    |